# DJ Pooh
DJ Pooh, pseudonimo di Mark Jordan (Los Angeles, 29 giugno 1969), è un beatmaker, rapper, produttore discografico, attore, sceneggiatore e regista statunitense.

## Carriera musicale
In qualità di produttore discografico e tecnico del suono, Pooh ha collaborato con molti importanti artisti hip hop afroamericani fin dalla metà degli anni 80, in particolare legati al rap, tra gli artisti con cui ha lavorato vi sono 2Pac, Ice Cube, Snoop Dogg, LL Cool J, Too Short, Yo-Yo, Tha Dogg Pound, Eazy-E, Funkmaster Flex, C-Murder, Bad Azz, Ultramagnetic MCs, Del tha Funkee Homosapien, Color Me Badd, Jade, Terrace Martin, Total, 213, Tha Eastsidaz, Lil' Zane, E-40, Ca$his, D4L, Silkk the Shocker, Ras Kass, Choclair e molti altri.
Tra i suoi più grandi successi c'è l'album certificato doppio disco di platino Tha Doggfather di Snoop Dogg e All Eyez on Me, album di 2Pac certificato disco di diamante.

## Carriera cinematografica
Approda al cinema come produttore di alcune scene del film cult Boyz n the Hood.
Nel 1995 partecipa alla sceneggiatura ed interpreta un personaggio nel film Ci vediamo venerdì, di F. Gary Gray.
Ad inizio anni 2000 scrive, dirige e interpreta due film, 3 Strikes e The Wash, dove sono presenti numerosi camei di artisti musicali con cui ha collaborato, in particolare in The Wash vi è il vero esordio attoriale di Eminem, che chiese di non essere citato nei titoli di coda poiché voleva che il suo vero esordio fosse 8 Mile, girato nello stesso periodo.
La sua attività da sceneggiatore continuerà poi in ambito videoludico nel 2004, producendo in parte e sceneggiando il celeberrimo videogioco Grand Theft Auto: San Andreas, ambientato nel mondo delle gang afroamericane in una fittizia Los Angeles.
Il videogioco della Rockstar Games diviene un enorme successo, Pooh collaborerà nuovamente con la Rockstar come consulente creativo per il titolo Grand Theft Auto 5, il secondo videogioco più venduto di sempre, inoltre parteciperà alla sceneggiatura della versione online dello stesso gioco, interpretando anche il ruolo di se stesso in delle missioni assieme agli amici Dr. Dre e Jimmy Iovine.
A metà anni 2000 ha anche preso parte alla sceneggiatura di alcuni episodi del cartone animato The Boondocks.
Nel 2017 dirige il suo terzo film, Grow House.